# Rosa María Bonàs
Rosa María Bonàs Pahisa (Santa Perpetua de Moguda, Barcelona, España, 8 de junio de 1951) es una política española. Fue diputada por Barcelona en la VIII legislatura de 2004 a 2008, en el grupo parlamentario de Esquerra Republicana de Catalunya.
Bonàs Pahisa es licenciada en Ciencias Biológicas por la Universidad de Barcelona, delegada de un laboratorio farmacéutico, concejal de Hacienda y Medio Ambiente y Primera Teniente de Alcalde en el Ayuntamiento de Santa Perpetua de Moguda.

## Actividad en el Congreso
- Portavoz de la Comisión de Asuntos Exteriores
- Portavoz de la Comisión de Sanidad y Consumo
- Portavoz de la Comisión de Medio Ambiente
- Presidenta de la Comisión de Medio Ambiente
- Portavoz de la Comisión Mixta para la Unión Europea
- Vocal de la Subcomisión sobre la reforma del servicio exterior
- Ponente de la Ponencia para Informe sobre la construcción política de Europa
- Vocal de la Delegación española en el Grupo de Amistad con la Cámara de los Comunes del Reino Unido
- Vocal de la Delegación española del Grupo de Amistad con la Asamblea Popular Nacional de Argelia
- Vocal de la Delegación española en el Grupo de Amistad con México